# Henry Temple Devereux Hickman
Henry Temple Devereux Hickman, britanski general, * 1880, † 1960.